# 有島一郎
有島 一郎（、1916年〈大正5年〉3月1日 - 1987年〈昭和62年〉7月20日）は、日本の俳優。本名は大島 忠雄（）。愛知県名古屋市出身。旧制名古屋中学校卒業。有島一郎一座に始まり、小夜福子一座、劇団たんぽぽ、劇団空気座、松竹大船、東宝芸能を経て、最後はフリーだった。俳優・歌手のRomi（成田路実）は孫。

## 来歴・人物
鉄工所経営者の長男として生まれる。

有島一郎の写真、『家庭全科』1962年11月号より。

日置尋常小学校を経て名古屋中学に入学。その頃から芝居好きで、学生時代は学芸会の花形であった。が、両親が相次いで亡くなる不幸に見舞われ、自活を迫られる。
1933年、俳優を目指して当時の人気スターだった田村邦男に弟子入り。十代で軽演劇の世界へと飛び込む。
1936年に上京。新宿のムーラン・ルージュに入り、次第に頭角を現す。
1940年にまさ子夫人と入籍。
有島一郎一座を結成するが長続きせず、小夜福子一座、水の江滝子率いる劇団たんぽぽと渡り歩くうちに終戦を迎える。
終戦直後に堺駿二と劇団空気座を旗揚げするも、すぐに脱退。結局は、三木トリロー・グループの池袋公演に出演したことがきっかけとなり、NHKラジオの『日曜娯楽版』に出演して全国的に有名になる。
1947年、『若き日の血は燃えて』で映画デビュー。
1955年から東宝と専属契約を結び、森繁久彌や三木のり平らと並ぶ喜劇役者としての地位を確立する。
1961年から始まった加山雄三主演の『若大将シリーズ』で加山の父親役としておばあちゃん (飯田蝶子) には敵わない役を好演した。
テレビドラマでは『ありちゃんのおかっぱ侍』で主役を演じる。
舞台では菊田一夫率いる「東宝ミュージカルズ」で三木と共に中心的役割を果たす。
山田洋次監督の『なつかしい風来坊』辺りより、ペーソス漂う演技で新境地を開拓。
1966年、『暖春』での演技でアジア映画祭最優秀助演男優賞を受賞。
1972年、専属契約を解除。
フリーになり、テレビドラマでのレギュラー（『飛び出せ!青春』での杉田良策校長役、『暴れん坊将軍』での加納五郎左衛門役など）で当たり役を得た。
1987年6月1日頃から体調を崩し松平健主演の明治座舞台を降板し日比谷病院に入院するも、7月20日午後1時10分に心不全のため死去（享年71歳）。
有島はコメディアン俳優として知られたが、『キングコング対ゴジラ』で共演した若林映子は普段は真面目な人物であったと証言している。同作品で助監督を務めた梶田興治も、有島の演技は計算されており、一切無駄がなかったと述べている。

## おもな出演

### 映画

『なつかしい風来坊』（1966年）

- 快傑ハヤブサ（1949年9月19日、映畫配給株式會社） - 頓平
- 鞍馬天狗 角兵衛獅子（1951年7月21日、松竹） - 板谷伊賀守
- その夜の妻（1952年4月18日、松竹） - 松波刑事
- あばれ獅子（1953年8月12日、松竹） - 都甲市郎左衛門
- 七変化狸御殿（1954年12月29日、松竹） - 闇右衛門
- 初恋カナリヤ娘（1955年1月8日、日活） - 疑問の男
- 緑はるかに（1955年5月8日）−　骨董屋の主人
- 親馬鹿子守唄（1955年11月1日、東映） - モグラの鉄
- サラリーマン出世太閤記（1957年6月19日、東宝） - 長谷川
  - 続サラリーマン出世太閤記（1957年11月12日、東宝） - 総務部長
  - サラリーマン出世太閤記・完結篇 花婿部長No.1（1960年3月29日、東宝） - 長谷川
- おトラさんシリーズ（1957年 - 1958年、東宝）－日野江牛三
- 社長シリーズ（東宝）
  - 社長三代記（1958年1月3日） - 奥村（姉妹会社専務）
  - 続・社長三代記（1958年3月18日） - 奥村（姉妹会社専務）
  - 社長太平記（1959年1月3日） - 間（デパートの仕入課長）
  - サラリーマン忠臣蔵（1960年12月25日） - 大野久兵衛（赤穂産業常務）
  - 続サラリーマン忠臣蔵（1961年2月25日） - 大野久兵衛（赤穂産業常務）
  - サラリーマン清水港（1962年1月3日） - 都田吉兵衛
- 日本誕生（1959年10月25日、東宝） - 八百万の神[7][2]
- 珍品堂主人（1960年3月13日、東宝） - 宇田川
- 恐妻党総裁に栄光あれ（1960年5月10日、東宝） - 藤原弘之進博士
- 幽霊繁盛記（1960年7月26日、東宝） - 死神
- 若大将シリーズ（1961年 - 1970年、東宝） - 田沼久太郎
- サラリーマン権三と助十（1962年1月28日、東宝） - 有馬彦吉
- どぶろくの辰（1962年、東宝）
- キングコング対ゴジラ（1962年8月11日、東宝） - 多胡部長[1][2][3]
- 箱根山 (1962年)
- 忠臣蔵 花の巻・雪の巻（1962年11月3日、東宝） - 多門伝八郎
- 大盗賊（1963年10月26日、東宝） - 久米地仙[1][2]
- 芸者学校（1964年2月29日、大映） - 松の屋呑平
- ああ爆弾（1964年4月18日、東宝） - 銀行支店長
- 君も出世ができる（1964年5月30日、東宝） - 大森課長
- クレージー映画シリーズ（東宝）
  - ホラ吹き太閤記（1964年10月31日） - 藤井又右衛門
  - 花のお江戸の無責任（1964年12月20日） - 青山播磨
  - 日本一のゴマすり男（1965年5月29日） - 春山部長
  - クレージー黄金作戦（1967年4月29日） - 北川常務
- 100発100中（1965年12月5日、東宝） - 手塚部長刑事
- 奇巌城の冒険（1966年4月28日、東宝 / 三船プロ） - 酔仙道人[1]
- 沈丁花（1966年、東宝)
- なつかしい風来坊（1966年11月12日、松竹） - 早乙女良吉
- お嫁においで（1966年11月20日、東宝） - ジンタン
- 九ちゃんのでっかい夢（1967年1月2日、松竹） - 旅館の主人
- 愛の讃歌（1967年4月29日、松竹） - 吉永伊作
- 吹けば飛ぶよな男だが（1968年6月15日、松竹） - 先生
- 白昼堂々　(1968年10月26日) - 森沢
- ドリフターズですよ!特訓特訓また特訓（1969年1月15日、東宝） - 乃木多介
- 虹をわたって（1972年9月29日、松竹） - 星野英太郎
- 宮本武蔵（1973年7月14日、松竹） - 小林太郎左衛門
- 三婆（1974年6月1日、東宝） - 瀬戸重肋
- 三億円をつかまえろ（1975年4月12日、松竹） - 横山（元・金庫破り）[8] ※主演作
- 潮騒（1975年4月26日、東宝） - 灯台長
- 喜劇 百点満点（1976年10月2日、東宝） - 杖の老人
- 泥だらけの純情（1977年7月30日、東宝） - 飯塚医師
- 炎の舞（1978年12月16日、東宝） - 小島
- 日本の黒幕（1979年、東映） - 渋谷平吉
- 遥かなる走路（1980年、松竹） - 谷口房蔵
- 帰ってきた若大将（1981年2月11日、東宝） - 田沼久太郎
- ふしぎな國・日本(1983年、松竹) - 老人
- 生徒諸君!（1984年12月22日、日本ヘラルド映画） - 蒔枝校長
- CHECKERS IN TAN TAN たぬき（1985年4月27日、東宝）
- Apartment Fantasy めぞん一刻（1986年10月10日、東映） - 音無老人

### テレビドラマ
- 居留地洋灯（1954年11月3日、NHK）
- 土曜日の午後（1954年11月14日、NTV）
- 青春スイート娘（1954年11月20日、NTV）
- バスは春風にのって（1954年、KR）
- あっぱれ有馬氏（1956年、NTV）
- ナショナル ゴールデン・アワー「てんてん娘 てんてん娘捕物帳」（1956年、KR）
- 連続まげものドラマ　ありちゃんのおかっぱ侍（1957年-1959年、KR） - ありちゃん
- ボロ屋の春秋（1957年6月28日、NHK）
- 夫婦百景（NTV）
  - 第19回「探偵女房」（1958年9月15日）
  - 第89回「聖女房」（1960年1月19日）
  - 第110回「くいちがい夫婦」（1960年6月13日）
  - 第119回「まとはずれ夫婦」（1960年8月15日）
  - 第158回「ワンマンと弱妻」（1961年5月15日）
  - 第179回「催眠術夫婦」（1961年10月19日）
  - 第211回「創造夫婦」（1962年5月21日）
  - 第288回「現代妻」（1963年11月18日）
  - 第309回・第310回「銀座糞尿譚」（1964年4月6日・13日）
  - 第329回「銅婚式」（1964年8月24日）
  - 第361回「年上女房」（1966年6月21日）
  - 第394回「物々交換」（1967年2月7日）
- 日曜家庭劇場「街に出た社長さん」（1959年2月22日、NTV）
- ありちゃんの「パパ先生」（1959年-1960年、CX） - ありちゃん
- NECサンデー劇場「華族女房」（1959年11月1日、NET）
- 松本清張シリーズ・黒い断層 第37-39回「草」（1961年、TBS）
- 教授と次男坊（1961年 - 1963年、NTV）‐教授
- 松本清張シリーズ・黒の組曲 第41話「結婚式」（1963年、NHK） - 新田徹吉
- NHK大河ドラマ（NHK）
  - 太閤記（1965年） - 曽呂利新左衛門
  - 元禄太平記（1975年） - 赤穂藩士・堀部弥兵衛
- 太郎（1966年、NHK）
- 青春とはなんだ 第8話「若い旋風」（1965年12月12日、NTV） - 信越産業人事部長
- 嫌い!好き!!（1966年 - 1967年、NTV）
- これが青春だ 第7話「赤ちゃん騒動」（1967年1月1日、NTV） - 南海郵便局局長
- 時間ですよ（1970年、TBS）
- 鬼平犯科帳 第1シリーズ 第40話「かわうそ平内」(1970年、NET / 東宝) - 辻平内
- 大忠臣蔵（1971年、NET / 三船プロ） - 堀部弥兵衛
- 天下御免（1971年 - 1972年、NHK）
- シークレット部隊（1972年、TBS） - 船長
- 飛び出せ!青春（1972年 - 1973年、NTV） - 杉田校長
- 火曜スペシャル「鉄平と順子」（1972年-1973年、日本テレビ） - 鉄平の父
- ケンちゃんシリーズ（TBS / 国際放映 / 萬年社）
  - おもちゃ屋ケンちゃん（1973年） - 主人公兄弟の祖父
  - カレー屋ケンちゃん（1979年） - 主人公兄弟の祖父
- 銀座わが町（1973年、NHK）
- 非情のライセンス 第32話「兇悪の指」（1973年、NET / 東映） - 老スリ・関根勘市
- 太陽にほえろ! （NTV / 東宝）
  - 第85話「おやじに負けるな」（1974年） - 山本吉三
  - 第240話「木枯しの中で」（1977年） - 西岡善太郎
- われら青春!（1974年、NTV） - 杉田校長[注釈 2]
- 華麗なる一族（1974年、MBS / 東宝） - 阪神銀行池田支店・角田支店長
- 傷だらけの天使 第8話「偽札造りに愛のメロディーを」（1974年、NTV / 東宝） - 偽札職人・中川
- けんか安兵衛 第1話「腹の虫買います」（1975年、KTV）
- TOKYO DETECTIVE 二人の事件簿 第1話「野獣、雪山に死す」（1975年、ABC / 大映テレビ）
- 破れ傘刀舟 悪人狩り 第48話「華麗なる復讐」（1975年、NET / 三船プロ） - 岩井多聞
- お耳役秘帳（1976年、KTV） - 田の内伊織
- いろはの"い" 第1話「特ダネは俺が貰う!」（1977年、NTV / 東宝） - 川原安造
- 華麗なる刑事（1977年、CX / 東宝） - 新宿南口署・遠山署長
- 横溝正史シリーズ / 獄門島（1977年、MBS / 東宝） - 磯川警部
- 気まぐれ天使 第37話「パンダに続け!」（1977年 / ユニオン映画） - 京極左衛門
- 新五捕物帳（1977年 - 1978年、NTV / ユニオン映画） - 大場伝蔵
- 俺たちの祭 第7話「季節の香り」（1978年、NTV）
- 吉宗評判記 暴れん坊将軍 - 暴れん坊将軍II（1978年 - 1987年、ANB / 東映） - 初代 御側御用御取次・加納五郎左衛門
- 朝の連続テレビ小説 / わたしは海（1978年 - 1979年、NHK）
- 桃太郎侍（1979年、NTV / 東映）
  - 第113話「つばめに届いた紙風船」- 播磨屋幸兵衛
  - 第143話「泥棒一家の用心棒」- 松代屋台八兵衛
- 水戸黄門（TBS / C.A.L）[注釈 3]
  - 第10部 第15話「京の都の悪退治 -京-」（1979年） - 初代 菊亭（梅小路）左大臣
  - 第16部 第12話「京人形に賭けた芸妓の意地 -京-」（1986年） - 梅小路大納言
- ポーラテレビ小説 / 発車オーライ（1981年、TBS） - 亮軒先生
- 時代劇スペシャル / 怨（1982年、CX） - 義寛
- 鬼平犯科帳 第3シリーズ 第18話「大川の隠居」（1982年、テレビ朝日 / 東宝） - 友五郎
- 暁に斬る! 第5話「医者が差し出す女体御供」（1982年、KTV） - 京屋楽右衛門
- 開幕ベルは華やかに（1983年、ANB） - 中村勘十郎
- ザ・サスペンス「非常階段の女たち」（1983年1月8日、TBS）
- まどろみの暗示〜ホスピスにて（1983年9月25日、NHK）
- 必殺仕事人V 第11話「主水、送別会費を全額盗まれる」（1985年、ABC / 松竹） - 浦島亀吉
- 月曜ワイド劇場「集団見合い、一目惚れ結婚　フルムーン婚約旅行」（1986年2月17日、ANB）
- 木曜ゴールデンドラマ「老婚時代がやってきた!」（1987年7月30日、YTV / ジェイミック）※遺作

### バラエティ
- あまカラ夫婦 （1972年、日本テレビ） - 司会

### CM
- 小田原屋[9]